# Kekhriés
Kekhriés (Kehries, Kechries) är en ort i Grekland.   Den ligger i prefekturen Nomós Korinthías och regionen Peloponnesos, i den sydöstra delen av landet, 60 km väster om huvudstaden Aten. Kekhriés ligger 27 meter över havet och antalet invånare är 238.
Terrängen runt Kekhriés är kuperad söderut, men norrut är den platt. Havet är nära Kekhriés åt sydost.  Närmaste större samhälle är Korinth, 7,1 km nordväst om Kekhriés. 